# Боротьба за виживання
Боротьба за виживання (англ. Survival Quest) — американський пригодницький трилер 1988 року.

## Сюжет
Група людей, разом з досвідченим інструктором Генком, вирушає у небезпечну подорож в лісові нетрі. Їх метою є навчитися виживати в екстремальних умовах, а також вміти працювати в команді. На їх шляху зустрічається воєнізована команда, що проходить підготовку на чолі зі спецназівцем Джейком. Через непорозуміння відбувається вбивство, в результаті якого обидві групи стають нещадними ворогами і вступають у криваву сутичку.

## У ролях
| Актор              | Роль             |
| ------------------ | ---------------- |
| Ленс Генріксен     | Генк             |
| Дермот Малруні     | Грей             |
| Марк Ролстон       | Джейк            |
| Стів Ентін         | Райдер           |
| Пол Провенза       | Джої             |
| Бен Гаммер         | Гел              |
| Домінік Гоффман    | Джефф            |
| Кетрін Кінер       | Шеріл            |
| Трейсі Лінд        | Олівія           |
| Майкл Аллен Райдер | Гарпер           |
| Кент Дейлі         | контролер        |
| Реджі Банністер    | пілот            |
| Кен Смолка         | батько Олівії    |
| Брук Банді         | мати Олівії      |
| Дін Скофілд        | наречений Олівії |
| Керол Коттенбрук   | помічник Генка   |
| Марина Ферр'є      | дружина Гела     |
| Корі Янг           | чоловік Шеріл    |
| Скенлон Гейл       | заступник        |
| Тімоті Дін Вайлз   | бродяга          |
| Рон Джонсон        | Ларсон           |
| Девід Батлер Росс  | заступник        |